# Rhenus Pater

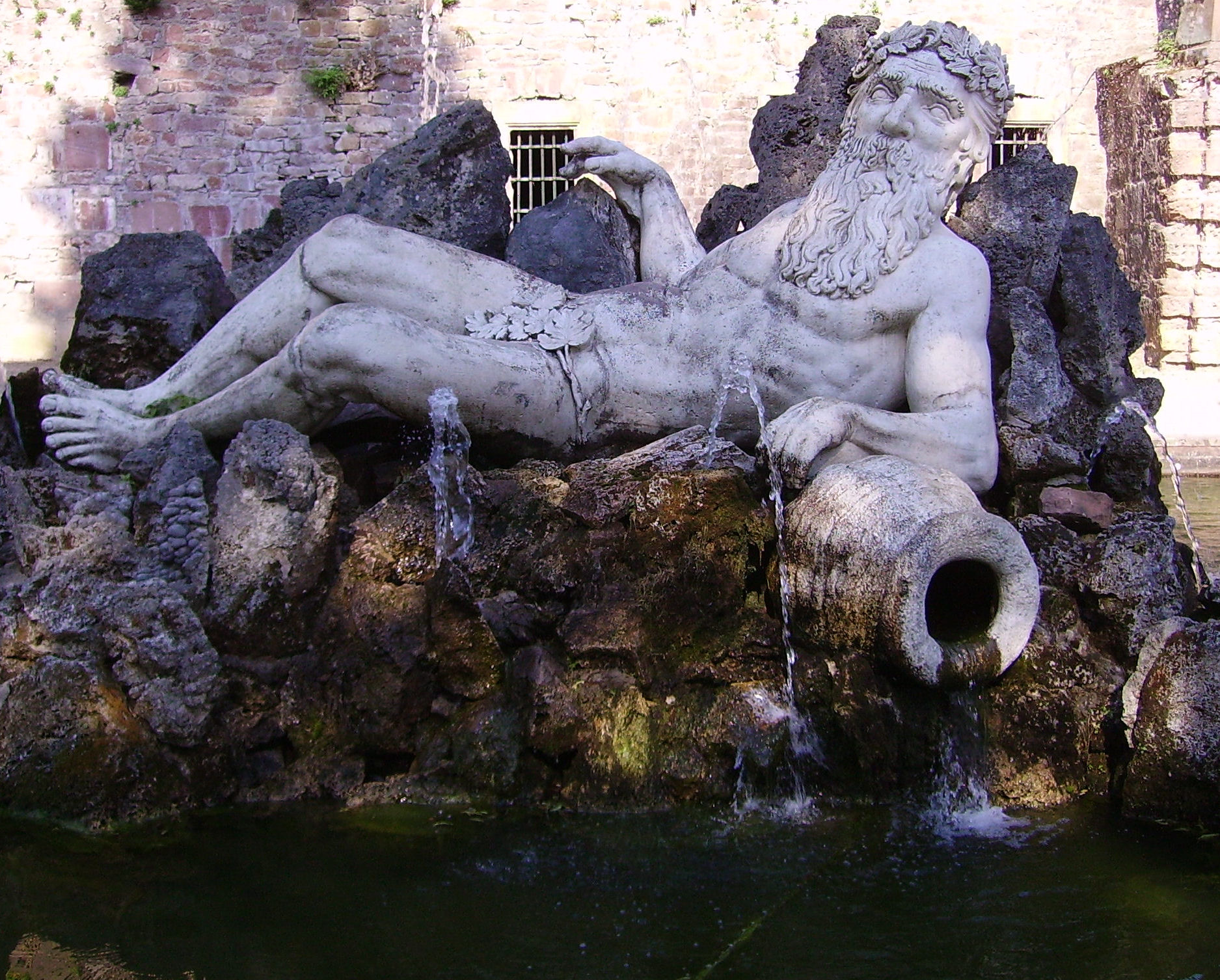
Vater Rhein en el Hortus Palatinus, c. 1620

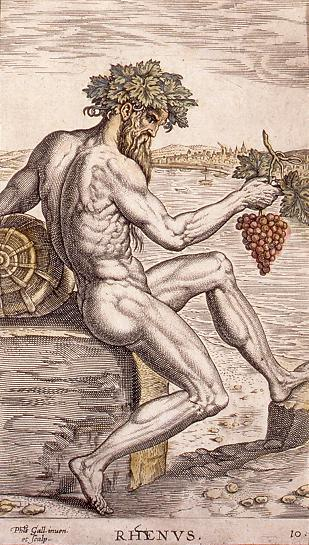
Rhenus (c. 1750)

Rhenus Pater ("Padre Rin", alemán Vater Rhein) es la personificación o dios río del Rin, atestiguada en la epigrafía y asociada con Neptuno, llamado "padre de ninfas y ríos" por Marcial (10.7).
Por su representación con cuernos, también es llamado Rhenus bicornis, y como alegoría de las tribus bárbaras sometidas, es llamado Rhenus cornibus fractis, "Rhenus con cuernos partidos" por Ovidio. 
Hay registros de sacrificios humanos celtas y germánicos a los dioses río, y del Rin específicamente, registros de una costumbre de sumergir recién nacidos como prueba de su vitalidad, o como oráculo para determinar si habían sido concebidos dentro del matrimonio.
La alegoría fue retomada como motivo en el periodo barroco alemán, y de nuevo en el romanticismo alemán del siglo XIX (Rheinromantik).